# خوليو غونزاليس (مبارز بالسيف)
خوليو غونزاليس (بالإسبانية: Julio González)‏ هو مبارز بالسيف إسباني، (و. 1902  م).

## وصلات خارجية
- خوليو غونزاليس على موقع أوليمبيديا (الإنجليزية)